# فراشة بيضاء رخامية

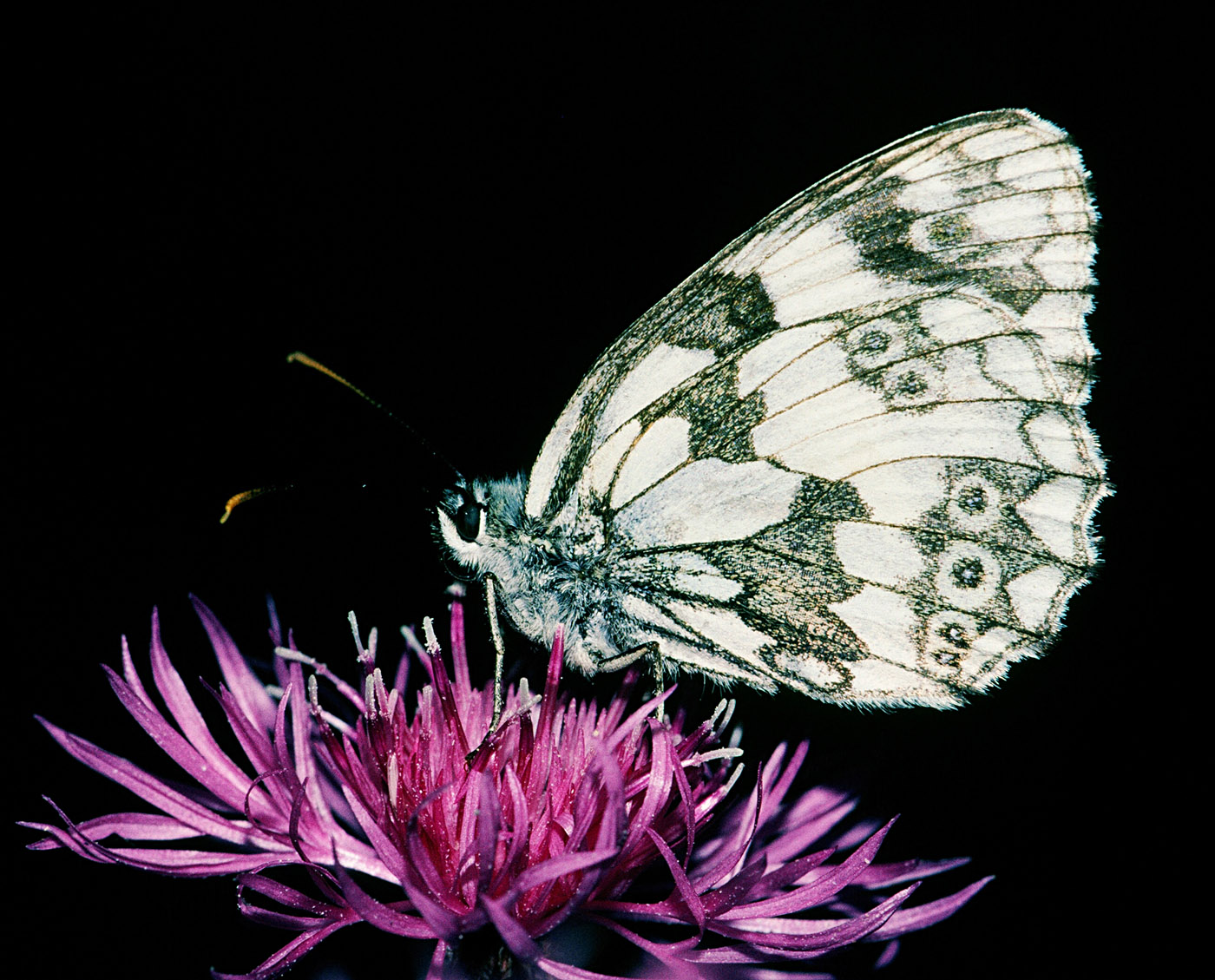
البيضاء الرخامية

توجد الفراشة البيضاء الرخامية(بالإنجليزية: The Marbled White)‏ في شمال أفريقيا وتصل شرقا إلى إيران كما تنتشر في معظم دول أوروبا أيضا ؛ خصوصا إنجلتراوبالرغم من أن اسم هذه الفراشة هو البيضاء الرخامية فإنها تنمي إلى أنواع الفراشات البنية لأنها تشبهها في طريقة حياتها فاليرقة الصغيرة من البيضاء الرخامية تتغذى على أنواع مختلفة من الاعشاب مثلها مثل يرقات الفراشات البنية، ولا تبدأ في الظهور إلا في الربيع التالي عندما تظهر الأعشاب، البيضاء الرخامية ذات لون أسود جميل تتناثر عليه تشكيلة مختلفة من الأشكال الاسطوانية والدائرية وأنصاف الدوائر البيضاء حتى أنها تبدو من بعيد كلوحة شطرنج صغيرة طائرة، يبلغ عرض جناحيها عندما تفردهما استعداد للطيران حوالي 6 سم. وتطير بين شهري
يوليو وأغسطس حيث أنها تحب الجو الدافئ وتجدها في الحقول والأراضي المليئة بالأعشاب الخضراء أو ربما إذا ذهبت في رحلة عبر إحدى الغابات.
- الاسم العلمي :Mwlanargia galathea
- الطول : 6 سم